# Lipniki Stare
Lipniki Stare – wieś w Polsce położona w województwie mazowieckim, w powiecie pułtuskim, w gminie Pułtusk. Ma status sołectwa.
W latach 1975–1998 miejscowość administracyjnie należała do województwa ciechanowskiego. Ze wsi pochodzi 2 polityków PSL – Tadeusz Nalewajk i Witold Chrzanowski.